# Прапор Іршавського району
Пра́пор Ірша́вського райо́ну — один з офіційних символів Іршавського району Закарпатської області, затверджений 28 серпня 2007 року рішенням сесії Іршавської районної ради.

## Опис
Прапор району являє собою прямокутне полотнище зі співвідношенням сторін 2:3. Полотнище розділено срібним хрестом, ширина якого дорівнює 1/10 ширини прапора, на чотири рівновеликі прямокутні частини. Верхня ліва та нижня права частини червоного кольору, верхня права та нижня ліва — синього. В центрі стяга розміщено зображення герба району.
Прапор району двосторонній.